# Ernst-Günther Krätschmer
Ernst-Günther Krätschmer (* 2. Juli 1920 in Elversberg; † 26. Mai 1984) war ein deutscher SS-Führer. Nach dem Zweiten Weltkrieg trug er dazu bei, der Öffentlichkeit ein positives Bild der Waffen-SS zu vermitteln. Er publizierte eine fortwährend neu aufgelegte Darstellung der Ritterkreuzträger der Waffen-SS, wirkte bei der revisionistischen Hilfsgemeinschaft auf Gegenseitigkeit der Angehörigen der ehemaligen Waffen-SS (HIAG) mit und organisierte Unterstützung für den in Italien wegen Kriegsverbrechen verurteilten und inhaftierten Walter Reder.

## Leben und Wirken
Krätschmer trat zum 11. Oktober 1937 der SS bei (SS-Nummer 324.367). Er gehörte als Angehöriger der SS-Totenkopf-Standarte „Oberbayern“ zunächst zu den Wachmannschaften des KZ Dachau. Im Zweiten Weltkrieg nahm er mit der SS-Division Totenkopf am Westfeldzug und am Krieg gegen die Sowjetunion teil. Im Jahr 1942 besuchte er die SS-Junkerschule in Bad Tölz, bestand aber den Lehrgang nicht. Trotzdem wurde er zum 9. November 1944 zum SS-Untersturmführer befördert. Das Deutsche Kreuz in Gold habe sich Krätschmer laut dem Historiker Jens Westemeier selber verliehen.
Mit seinem 1955 veröffentlichten Buch Ritterkreuzträger der Waffen-SS versuchte Krätschmer, die Waffen-SS in einem positiven Licht erscheinen zu lassen. Die ersten Auflagen erschienen im der HIAG nahestehenden Plesse-Verlag sowie dem Schütz-Verlag, die beide Waldemar Schütz gehörten, selbst ein Veteran der Waffen-SS, Mitglied der HIAG sowie der rechtsextremistischen Parteien DRP und NPD. Die als Nachschlagewerk aufgemachte und mit einem Vorwort von Paul Hausser versehene Publikation enthielt biographische Porträts, in denen die Ritterkreuzträger der Waffen-SS gleichsam als „anständige Soldaten“ dargestellt wurden, die nur ihre Pflicht getan hätten. Auch maßgeblich an der nationalsozialistischen Vernichtungspolitik beteiligte SS-Angehörige wie Erich von dem Bach-Zelewski, Oskar Dirlewanger, Theodor Eicke, Curt von Gottberg und Bruno Streckenbach wurden unkritisch oder nur mit kurzen Lebensdaten beschrieben. Eickes Biographie beispielsweise schilderte Krätschmer, ohne den Begriff „Konzentrationslager“ zu benutzen, obwohl Eicke KZ-Kommandant und Inspekteur der Konzentrationslager gewesen war. Verurteilte Kriegsverbrecher wie Walter Reder, Fritz Knöchlein, Bernhard Siebken und Jochen Peiper stellte Krätschmer als Opfer einer „Siegerjustiz“ dar, während er Kriegsverbrechen bestritt. Weitere Auflagen erschienen im Nation Europa-Verlag, der den Schütz-Verlag 1992 übernommen hatte, sowie nach dessen Kauf durch den rechtsextremen Verleger Dietmar Munier im Jahr 2009 zuletzt 2012 in Muniers Pour le Mérite-Verlag.
Krätschmer war auch selbst in der HIAG aktiv und publizierte regelmäßig in deren Zeitschrift Der Freiwillige. Im Jahr 1957 gründete er mit fünf weiteren ehemaligen SS-Männern die sogenannte Gaeta-Hilfe. Damit betrieb er Lobbyarbeit für die Freilassung Walter Reders, der 1951 wegen seiner Beteiligung am Massaker von Marzabotto zu einer lebenslangen Freiheitsstrafe verurteilt worden war und diese in der Festung Gaeta nördlich von Neapel verbüßte.

## Veröffentlichungen
- Die Ritterkreuzträger der Waffen-SS. Plesse-Verl., Göttingen 1955.
  - 3. Aufl., K. W. Schütz, Preussisch Oldendorf 1982.
  - 4. Aufl., Nation Europa Verl., Coburg 1999.
  - 6. Aufl., Ed. Zeitgeschichte im Pour le Mérite-Verlag, Selent 2012.
- mit Heinz Roth: Le procès de Malmédy suivi de la déclaration de Jochen Peiper (Landsberg, 1948). Et de la biographie de J. Peiper. Éditions du Baucens, Braine-le-Comte 1976.